# ドミウソン・コルデイロ・ドス・サントス
ドド（Dodô）ことドミウソン・コルデイロ・ドス・サントス（ポルトガル語: Domilson Cordeiro dos Santos、1998年11月17日 - ）は、ブラジル・サンパウロ州出身のサッカー選手。ACFフィオレンティーナ所属。ポジションはDF。

## 経歴

### クラブ
コリチーバFCの下部組織から2016年にトップチームに昇格。3月11日にプリメイラ・リーガで初出場。
シャルケ04やSLベンフィカといったクラブからも興味を示されていたが、2017年11月22日にFCシャフタール・ドネツクに移籍、契約期間は2018年6月まで。
2022年7月22日、ACFフィオレンティーナに加入した。

### 代表
U-20代表として2017 南米ユース選手権に出場した。

## 個人成績
2020年8月15日現在
| クラブ                 | 年度       | リーグ戦             | リーグ戦 | リーグ戦 | カップ戦 | カップ戦 | 国際大会 | 国際大会 | その他 | その他 | 通算 | 通算 |
| クラブ                 | 年度       | リーグ               | 出場     | 得点     | 出場     | 得点     | 出場     | 得点     | 出場   | 得点   | 出場 | 得点 |
| ---------------------- | ---------- | -------------------- | -------- | -------- | -------- | -------- | -------- | -------- | ------ | ------ | ---- | ---- |
| コリチーバ             | 2016       | セリエA              | 26       | 0        | 2        | 0        | 2a       | 0        | 1b     | 0      | 31   | 0    |
| コリチーバ             | 2017       | セリエA              | 19       | 0        | 0        | 0        | —        | —        | 4c     | 0      | 23   | 0    |
| コリチーバ             | クラブ通算 | クラブ通算           | 45       | 0        | 2        | 0        | 2        | 0        | 5      | 0      | 54   | 0    |
| シャフタール・ドネツク | 2017-18    | ウクライナ・プレミア | 2        | 0        | 1        | 0        | 0        | 0        | 0      | 0      | 3    | 0    |
| シャフタール・ドネツク | 2019-20    | ウクライナ・プレミア | 23       | 1        | 1        | 0        | 9        | 2        | 0      | 0      | 33   | 3    |
| シャフタール・ドネツク | クラブ通算 | クラブ通算           | 25       | 1        | 2        | 0        | 9        | 2        | 0      | 0      | 36   | 3    |
| ヴィトーリア (loan)    | 2018-19    | プリメイラ           | 9        | 1        | 2        | 1        | 0        | 0        | 1d     | 0      | 12   | 2    |
| 総通算                 | 総通算     | 総通算               | 79       | 2        | 6        | 1        | 11       | 2        | 6      | 0      | 102  | 5    |

aコパ・スダメリカーナ

bコパ・スル＝ミナス・リオ

cカンピオナート・パラナエンセ

dタッサ・ダ・リーガ

## タイトル
コリチーバFC
- カンピオナート・パラナエンセ：2017

FCシャフタール・ドネツク
- ウクライナ・カップ：2017-18
- ウクライナ・プレミアリーグ：2017-18